# Marieke Smithuis
Marieke Smithuis (Amsterdam, 1967) is een Nederlands kinderboekenschrijfster, journalist en recensent.

## Biografie
Smithuis werd geboren in Amsterdam. Ze studeerde Nederlandse Taal- en Letterkunde aan de Universiteit van Amsterdam. Ze debuteerde als kinderboekenschrijfster met de driedelige Lotte en Roos-serie, die werd geïllustreerd door Annet Schaap. Het eerste deel kwam uit in 2014. Haar boek Umbrador uit 2023 werd genomineerd voor de Woutertje Pieterse Prijs en won de Kinderboekwinkelprijs. 

## Prijzen en nominaties
- 2014: Kiddo Leespluim voor Lotte en Roos: De meisjes tegen de jongens
- 2016: Vlag en Wimpel voor Lotte en Roos: Samen ben je niet alleen
- 2024: Nominatie Woutertje Pieterse Prijs voor Umbrador[2]
- 2024: Winnaar Kinderboekwinkelprijs met Umbrador[3][4]